# 28620 Anicia
28620 Anicia este o planetă minoră (asteroid), cu un diametru de 8,089 km, din centura de asteroizi. A fost descoperită pe 27 martie 2000 la Stația Anderson Mesa de Lowell Observatory Near-Earth-Object Search. 
Obiectul prezintă o orbită caracterizată de o semiaxă mare de 2,2764612 UAi, o excentricitate de 0,11, o înclinație de 4,62549 ° în raport cu ecliptica.